# Neon Ballroom
Neon Ballroom es el tercer álbum de estudio del grupo de rock australiano Silverchair. El álbum, se lanzó el 16 de marzo de 1999, y fue visto por algunos como un signo de madurez por parte de los miembros de la banda.

## Lista de canciones
Todas las canciones escritas y compuestas por Johns, excepto «Spawn Again», por Johns y Gillies. 
| Neon Ballroom |                            |          |  |
| N.º           | Título                     | Duración |  |
| 1.            | «Emotion Sickness»         | 6:01     |  |
| 2.            | «Anthem for the Year 2000» | 4:07     |  |
| 3.            | «Ana's Song (Open Fire)»   | 3:42     |  |
| 4.            | «Spawn Again»              | 3:30     |  |
| 5.            | «Miss You Love»            | 4:00     |  |
| 6.            | «Dearest Helpless»         | 3:34     |  |
| 7.            | «Do You Feel the Same»     | 4:18     |  |
| 8.            | «Black Tangled Heart»      | 4:33     |  |
| 9.            | «Point of View»            | 3:35     |  |
| 10.           | «Satin Sheets»             | 2:24     |  |
| 11.           | «Paint Pastel Princess»    | 4:33     |  |
| 12.           | «Steam Will Rise»          | 5:18     |  |
| 49:35         |                            |          |  |

## Créditos
- Daniel Johns - voz, guitarra
- Ben Gillies - batería
- Chris Joannou - bajo